# Baltimore (remorqueur)
 (août 2021).
Pour les articles homonymes, voir Baltimore (homonymie).
Le Baltimore est un remorqueur à vapeur préservé, construit en 1906 par la Skinner Shipbuilding Company de Baltimore dans le Maryland. Il était autrefois le plus ancien remorqueur à vapeur en activité aux États-Unis, mais ne détient actuellement plus de licence d'exploitation délivrée par l'United States Coast Guard. Il ne peut donc pas quitter son quai au Baltimore Museum of Industry (en). Sa coque n'est plus capable de fonctionner en eau libre. Il a été construit et exploité comme un remorqueur d'inspection portuaire, capable d'agir comme un remorqueur municipal pour les barges de la ville, ainsi que navire d'accueil officiel, de bateau-pompe auxiliaire et comme brise-glace léger.
Il est classé au Registre national des lieux historiques depuis 1993 et a été déclaré National Historic Landmark le 4 novembre 1993 . Il fait partie du Baltimore Museum of Industry. La Baltimore and Chesapeake Steamboat Co., une organisation à but non lucratif, a été créée pour entretenir le remorqueur.